# Quartiers nord (Marseille)
Pour l’article homonyme, voir Quartiers nord (groupe).
Les quartiers nord sont la partie nord de la ville de Marseille. On considère généralement que les  13e, 14e, 15e et 16e arrondissements constituent les quartiers nord. Le 3e arrondissement y est souvent inclus. Ces arrondissements municipaux regroupent environ un tiers de la population de la ville, soit près de 350 000 habitants, dont 200 000 vivent au sein d'un quartier prioritaire. 
Les quartiers nord présentent une architecture très hétéroclite. Entre les noyaux villageois anciens ont été construits des grands ensembles au milieu des années 1960. Certains quartiers comme Saint-Louis, La Viste, Saint-André ou La Rose présentent ainsi une grande variété d'habitations, depuis la maison individuelle en lotissement jusqu'à la grande barre d'immeuble en passant par des immeubles caractéristiques du XIXe siècle marseillais voire des bastides rurales réparties sur l'ensemble du territoire. De plus, bien que réputés très urbanisés, les quartiers nord de Marseille présentent encore des zones rurales dans les quartiers de Sainte-Marthe, Saint-Joseph ou Château-Gombert où subsistent des exploitations agricoles. Enfin, il existe des poches résidentielles plus aisées, notamment à l'Estaque, Saint-Mitre ou Palama.
La zone est ainsi particulièrement inégalitaire, et les quartiers les plus pauvres rencontrent de graves problèmes de criminalité, généralement liés au trafic de drogues. Les services publics sont manquants et les logements parfois très dégradés, tandis que les transports sont insuffisants, rendant l'accès au centre-ville mais également à divers loisirs peu accessibles en vue de la topologie du terrain. De plus, les quartiers nord sont fortement exposés à la pollution maritime, notamment des émissions de dioxyde d'azote et de dioxyde de soufre, lié à la présence du grand port maritime de Marseille qui marque la limite occidentale des quartiers Nord.

## Découpage

### Grands quartiers

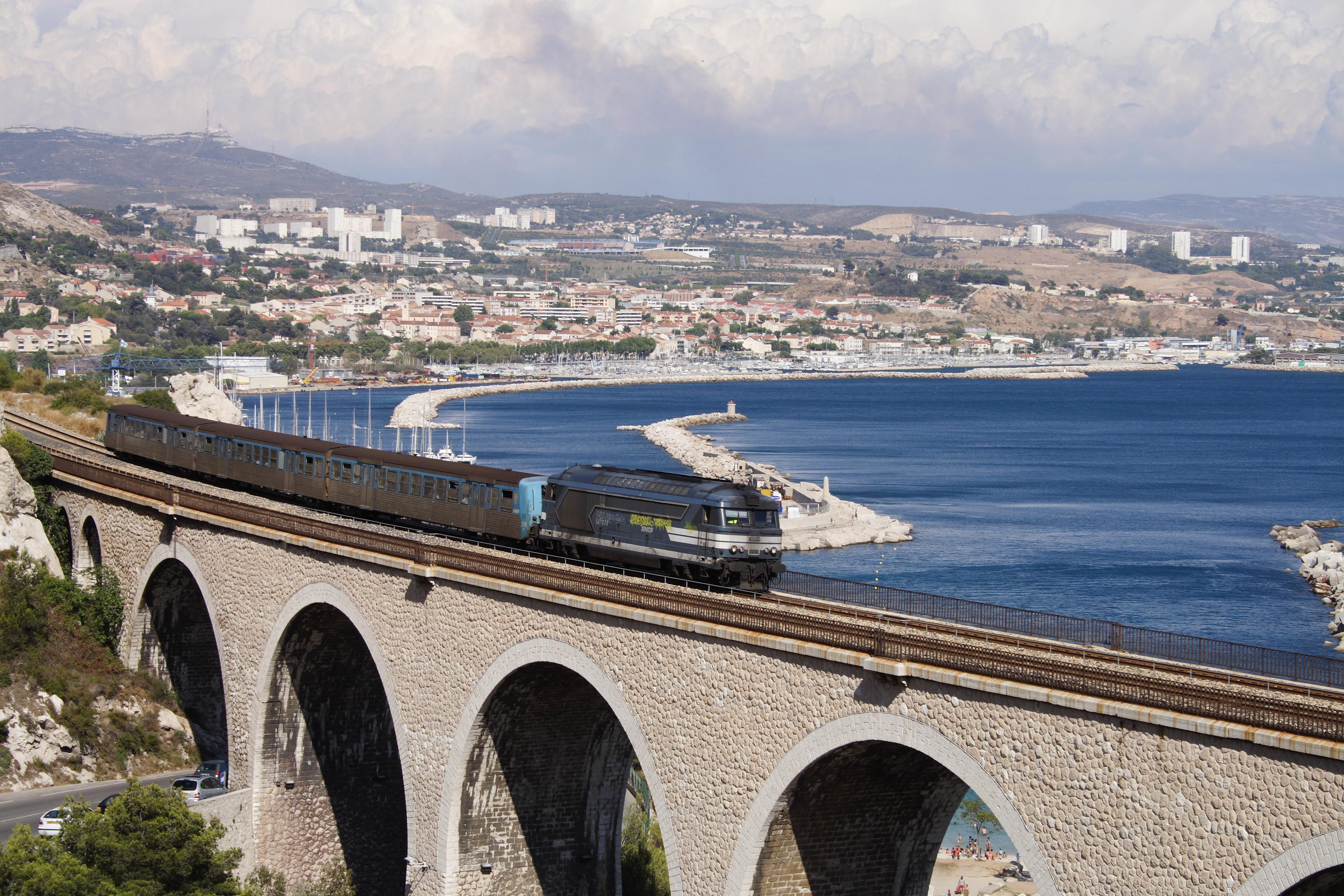
Viaduc de Corbière sur la ligne de la Côte Bleue, et quartiers nord en fond.

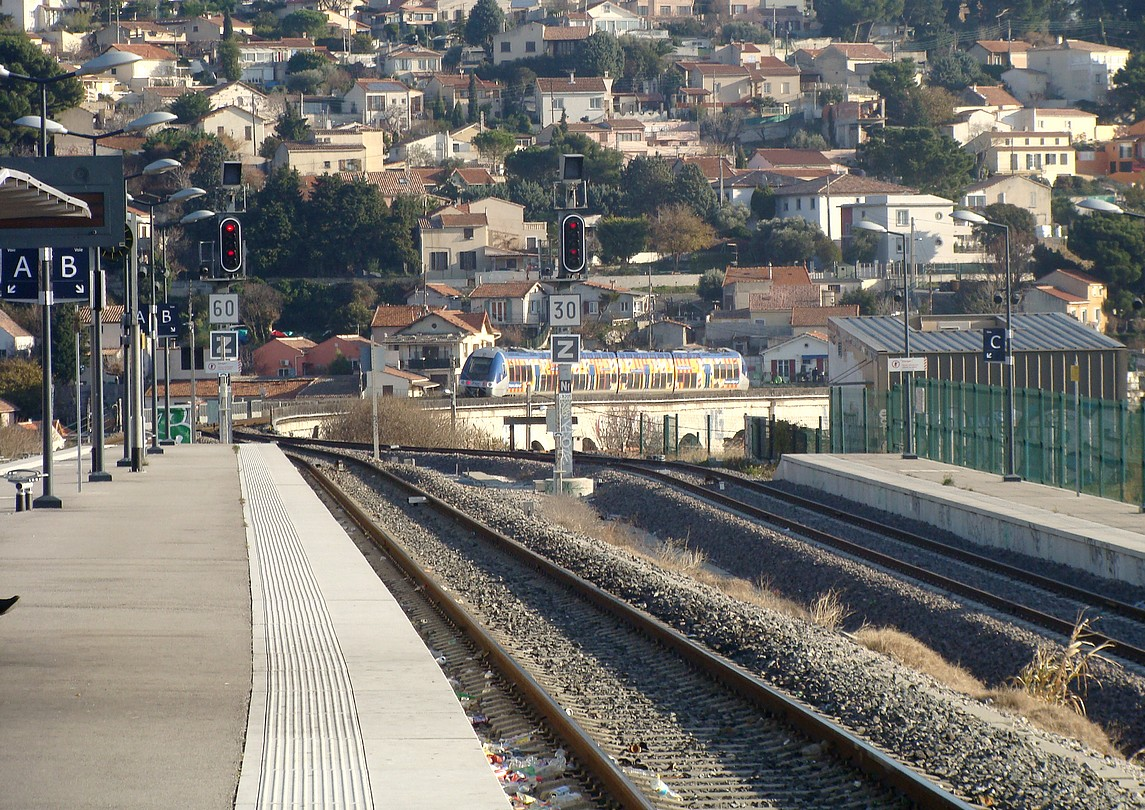
Gare de Saint-Antoine et noyaux villageois en fond.

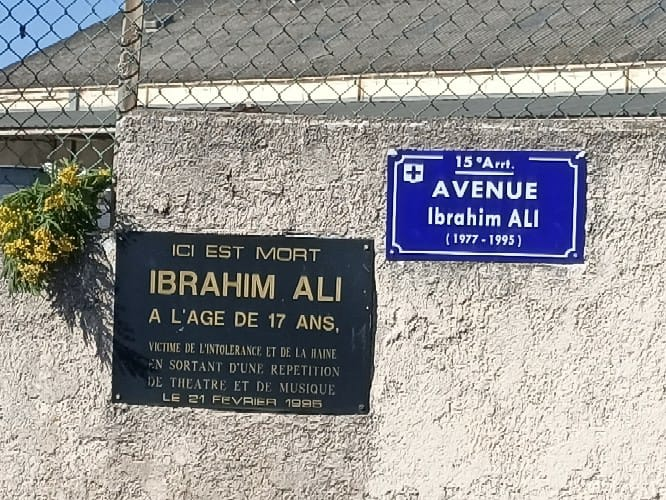
Avenue Ibrahim-Ali, 15e arrondissement.

| Arrondis- sement            | Grand quartier    | Population | Population | HLM (2009) |
| Arrondis- sement            | Nom               | 2007       | 2016       | HLM (2009) |
| --------------------------- | ----------------- | ---------- | ---------- | ---------- |
| 13e arrond. (VIIe secteur)  | Château Gombert   | 5 194      | 7 242      | 2 %        |
| 13e arrond. (VIIe secteur)  | La Croix-Rouge    | 5 475      | 6 785      | 17 %       |
| 13e arrond. (VIIe secteur)  | Malpassé          | 11 708     | 11 018     | 59 %       |
| 13e arrond. (VIIe secteur)  | Les Médecins      | 1 074      | 1 174      | 0 %        |
| 13e arrond. (VIIe secteur)  | Les Mourets       | 1 739      | 1 951      | 0 %        |
| 13e arrond. (VIIe secteur)  | Les Olives        | 14 774     | 14 982     | 31 %       |
| 13e arrond. (VIIe secteur)  | Palama            | 2 508      | 2 303      | 0 %        |
| 13e arrond. (VIIe secteur)  | La Rose           | 14 258     | 13 695     | 60 %       |
| 13e arrond. (VIIe secteur)  | Saint-Jérôme      | 10 480     | 10 376     | 28 %       |
| 13e arrond. (VIIe secteur)  | Saint-Just        | 14 272     | 14 737     | 19 %       |
| 13e arrond. (VIIe secteur)  | Saint-Mitre       | 7 533      | 8 469      | 24 %       |
| 14e arrond. (VIIe secteur)  | Les Arnavaux      | 5 767      | 5 497      | 56 %       |
| 14e arrond. (VIIe secteur)  | Bon-Secours       | 11 358     | 11 497     | 21 %       |
| 14e arrond. (VIIe secteur)  | Le Canet          | 8 531      | 7 556      | 33 %       |
| 14e arrond. (VIIe secteur)  | Le Merlan         | 8 649      | 9 914      | 26 %       |
| 14e arrond. (VIIe secteur)  | Saint-Barthélemy  | 18 040     | 16 542     | 60 %       |
| 14e arrond. (VIIe secteur)  | Saint-Joseph      | 3 638      | 5 782      | 26 %       |
| 14e arrond. (VIIe secteur)  | Sainte-Marthe     | 5 185      | 5 412      | 11 %       |
| 15e arrond. (VIIIe secteur) | Les Aygalades     | 7 414      | 6 342      | 52 %       |
| 15e arrond. (VIIIe secteur) | Borel             | 4 477      | 3 116      | 49 %       |
| 15e arrond. (VIIIe secteur) | La Cabucelle      | 8 884      | 7 794      | 26 %       |
| 15e arrond. (VIIIe secteur) | La Calade         | 6 472      | 6 719      | 46 %       |
| 15e arrond. (VIIIe secteur) | Les Crottes       | 6 457      | 2 900      | 1 %        |
| 15e arrond. (VIIIe secteur) | La Delorme        | 7 145      | 5 640      | 11 %       |
| 15e arrond. (VIIIe secteur) | Notre-Dame Limite | 10 693     | 11 334     | 41 %       |
| 15e arrond. (VIIIe secteur) | Saint-Antoine     | 6 379      | 7 043      | 32 %       |
| 15e arrond. (VIIIe secteur) | Saint-Louis       | 9 089      | 10 119     | 34 %       |
| 15e arrond. (VIIIe secteur) | Verduron          | 8 726      | 8 695      | 0 %        |
| 15e arrond. (VIIIe secteur) | La Viste          | 5 659      | 6 718      | 53 %       |
| 16e arrond. (VIIIe secteur) | L'Estaque         | 5 970      | 6 239      | 11 %       |
| 16e arrond. (VIIIe secteur) | Les Riaux         | 781        | 659        | 0 %        |
| 16e arrond. (VIIIe secteur) | Saint-André       | 5 101      | 4 046      | 55 %       |
| 16e arrond. (VIIIe secteur) | Saint-Henri       | 5 605      | 5 446      | 30 %       |

### Quartiers prioritaires

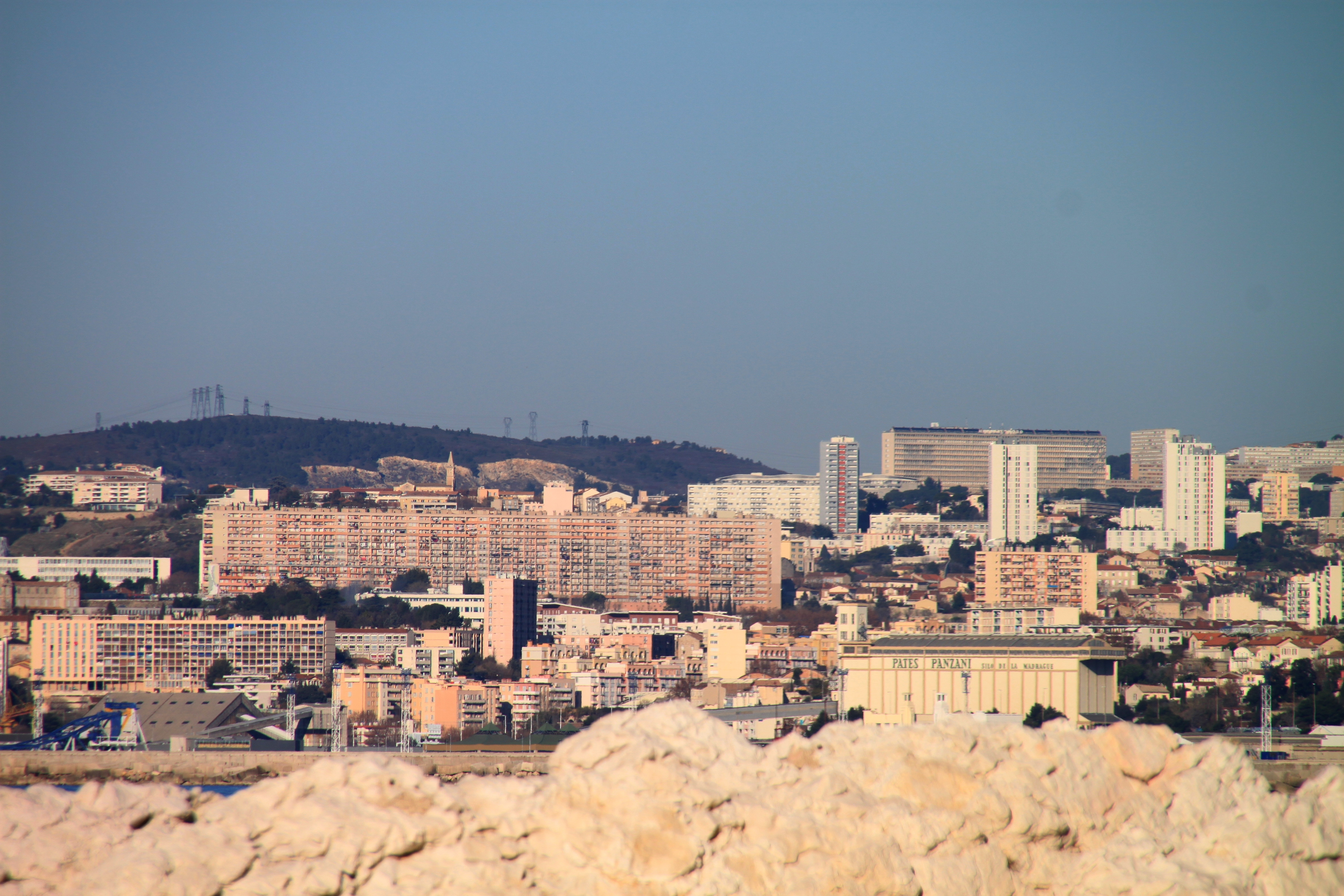
Vue des quartiers nord, dont les usines Panzani, quartier de La Cabucelle, barre d'immeuble de Campagne Lévêque, tours de la La Viste et Hôpital nord en fond.

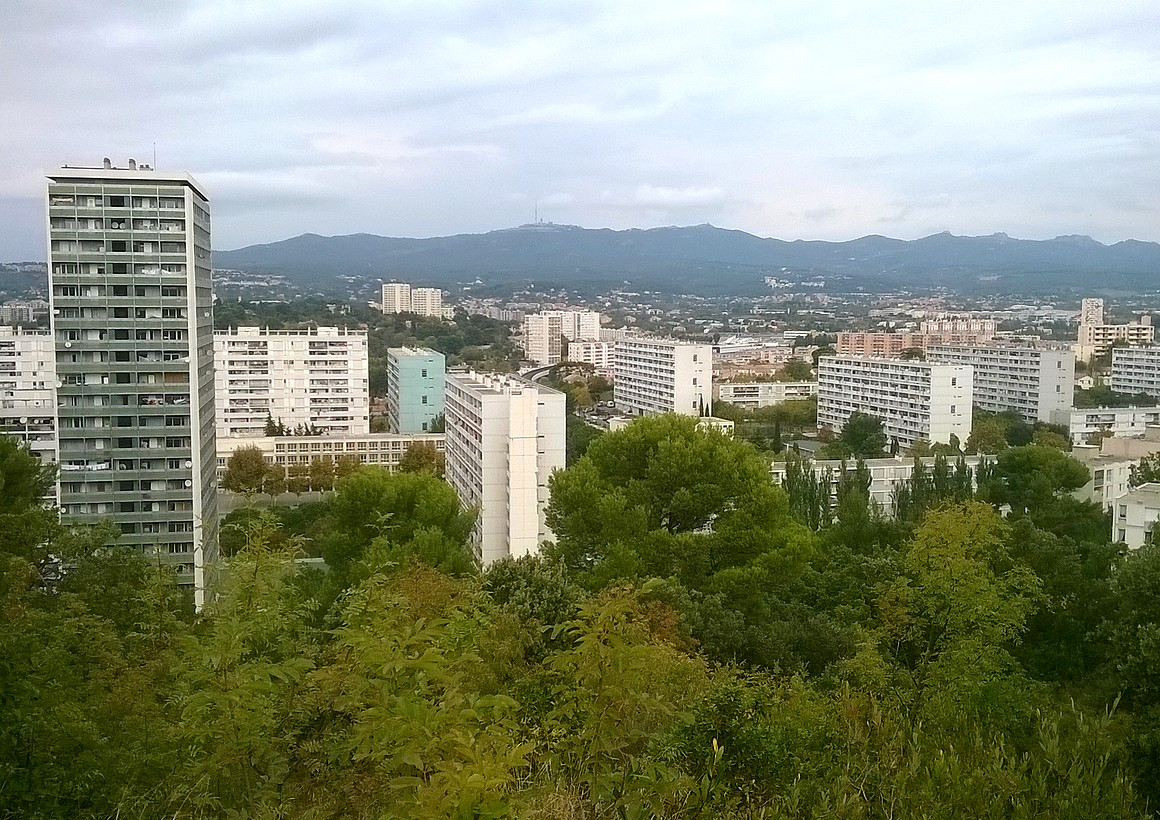
Quartier Frais-Vallon, inclus au sein du grand quartier La Rose, 13e arrondissement.

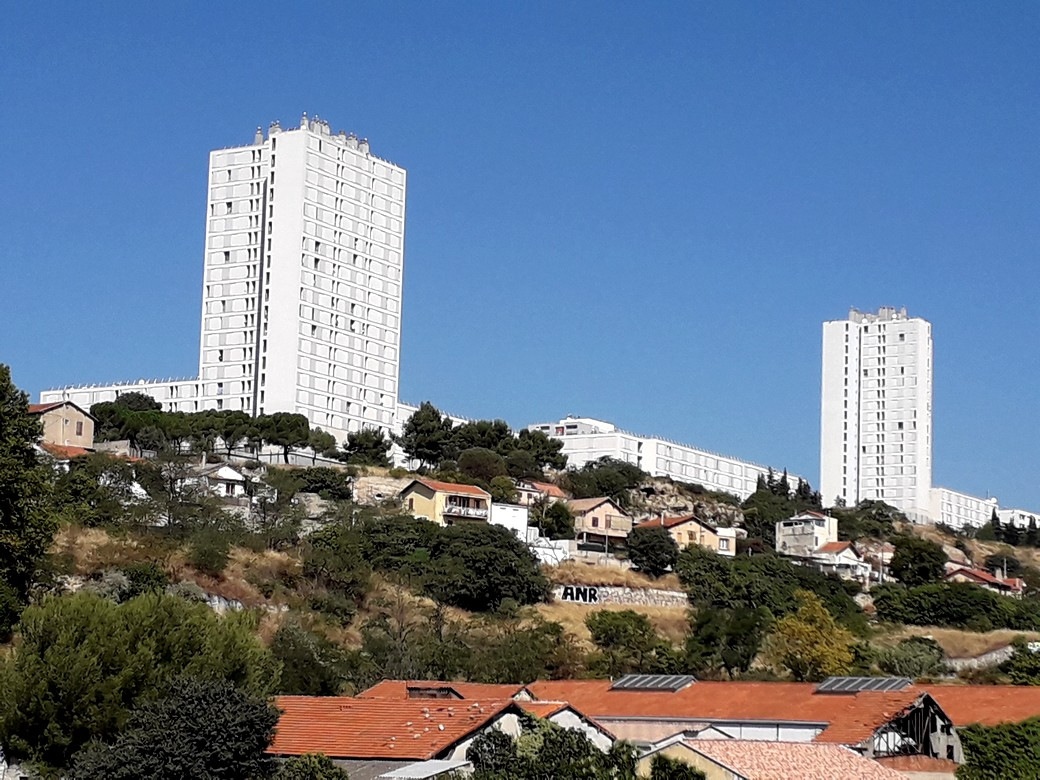
38 La Viste, 15e arrondissement.

Près de la moitié des habitants des quartiers nord de Marseille vivent dans une zone délimitée en tant que « quartier prioritaire de la politique de la ville », dispositif du gouvernement français ciblant les habitats les plus pauvres afin d'y concentrer en priorité les efforts de renouvellement urbain. Il s'agit essentiellement de cités de logements sociaux, mais on y trouve aussi plusieurs copropriétés privées, dont certaines figurent parmi les logements les plus vétustes de la ville, qui sont accusés de profiter à des marchands de sommeil, à l'instar de la Kalliste ou du parc Corot.
Le nord de Marseille compte 22 quartiers prioritaires, dont le plus peuplé se trouve en réalité à cheval avec le centre de la ville. Près de la moitié de ces quartiers sont en fait des regroupements de plusieurs cités, à l'instar de La Castellane regroupée avec la Bricarde et le Plan d'Aou. Treize de ces quartiers ont été sélectionnés par l'Agence nationale pour la rénovation urbaine (Anru) dans le cadre des projets de rénovation pour la période 2014-2030, dont huit sont déclarés d'« intérêt national ».
| Quartier prioritaire                                            | Population (2018) | Pauvreté | Intérêt Anru |
| --------------------------------------------------------------- | ----------------- | -------- | ------------ |
| Les Aygalades                                                   | 1 886             | 57 %     | Régional     |
| Balustres-Cerisaie                                              | 2 153             | 46 %     | -            |
| Bon Secours-Rosiers-Marine Bleue -Saint Barthélémy-Saint Jérôme | 23 286            | 57 %     | National     |
| La Cabucelle                                                    | 12 476            | 56 %     | National     |
| La Calade-Campagne Lévêque                                      | 5 444             | 51 %     | Régional     |
| Centre-Canet-Arnavaux-Jean Jaurès                               | 104 302           | 51 %     | National     |
| Castellane-Bricarde-Plan d'Aou                                  | 9 109             | 56 %     | National     |
| Castellas-Micocouliers-Saint Joseph                             | 3 409             | 51 %     | -            |
| Consolat-Ruisseau-Mirabeau                                      | 4 531             | 54 %     | Régional     |
| Frais Vallon-Le Clos-La Rose                                    | 9 333             | 59 %     | National     |
| Kalliste-Granière-Solidarité                                    | 7 648             | 62 %     | National     |
| Malpassé-Corot                                                  | 9 843             | 59 %     | National     |
| La Marie                                                        | 1 289             | 54 %     | -            |
| Les Olives                                                      | 843               | 46 %     | -            |
| Le Petit Séminaire                                              | 1 589             | 53 %     | -            |
| Saint-André                                                     | 1 562             | 40 %     | -            |
| Saint-Henri                                                     | 1 904             | 39 %     | -            |
| La Savine                                                       | 944               | 48 %     | National     |
| La Simiane-La Paternelle                                        | 2 669             | 48 %     | -            |
| Tilleuls-Maurelette                                             | 2 342             | 61 %     | Régional     |
| La Visitation-Bassens                                           | 1 876             | 35 %     | Régional     |
| La Viste                                                        | 3 044             | 54 %     | -            |

## Économie

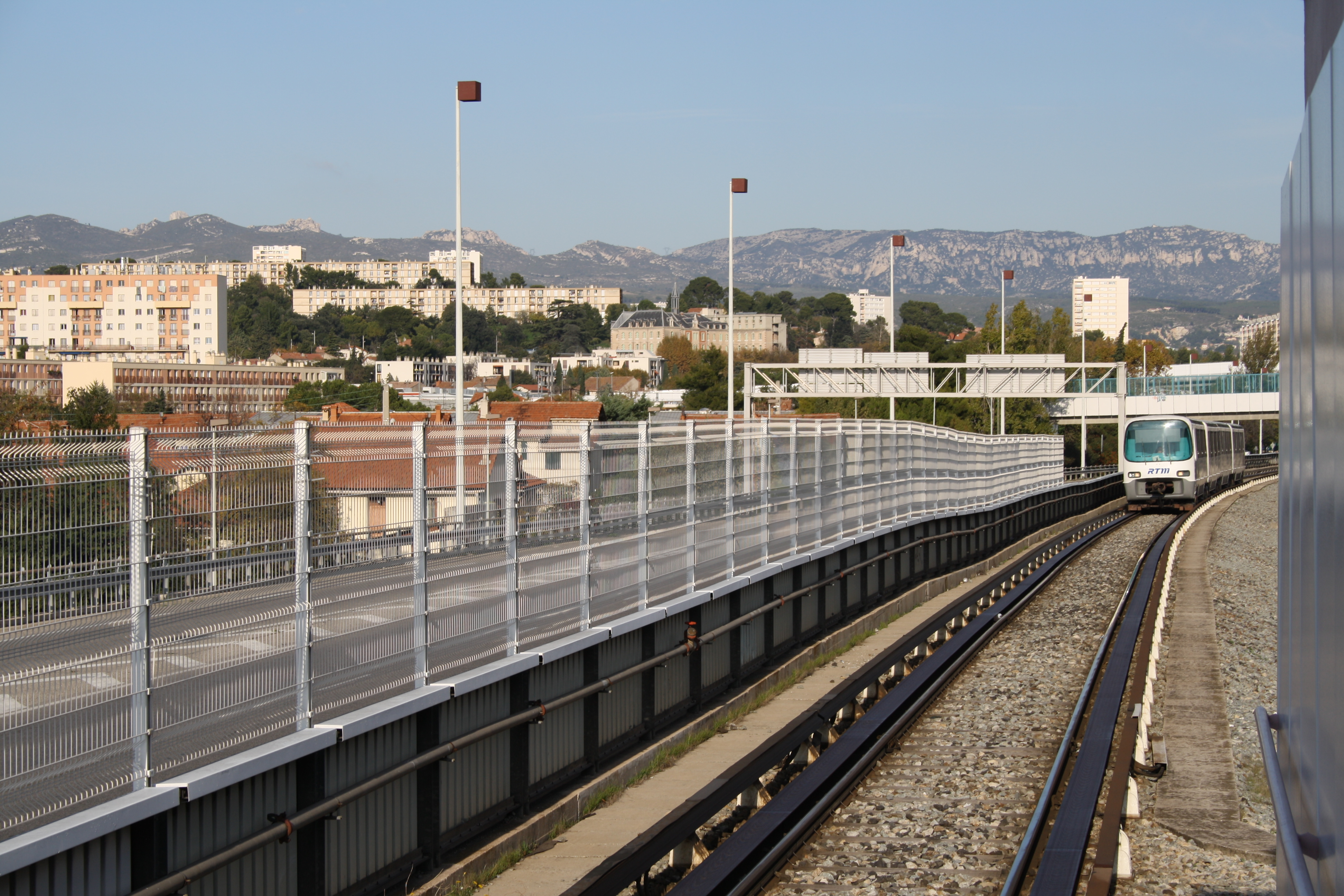
Ligne 1 du métro de Marseille et quartier Malpassé, 13e arrondissement.

En raison de la proximité des installations portuaires, les quartiers nord accueillent un grand nombre d'industries marseillaises, notamment les raffineries de sucre Saint-Louis, société éponyme du quartier, les usines Pernod-Ricard aux Arnavaux (quartier accueillant également le Marché d'intérêt national (MIN) de Marseille), deux des dernières savonneries de Marseille, à Sainte-Marthe (quartier accueillant également le siège national de la société Ricard) et Saint-Barthélémy, le siège national et une usine de Haribo au Canet, quartier qui accueille également le siège la Compagnie Fruitière, premier producteur de fruits de la zone Afrique-Caraïbes-Pacifique. De la même façon, la totalité des zones franches urbaines de la ville de Marseille se trouvent dans ces quartiers.

## Criminalité

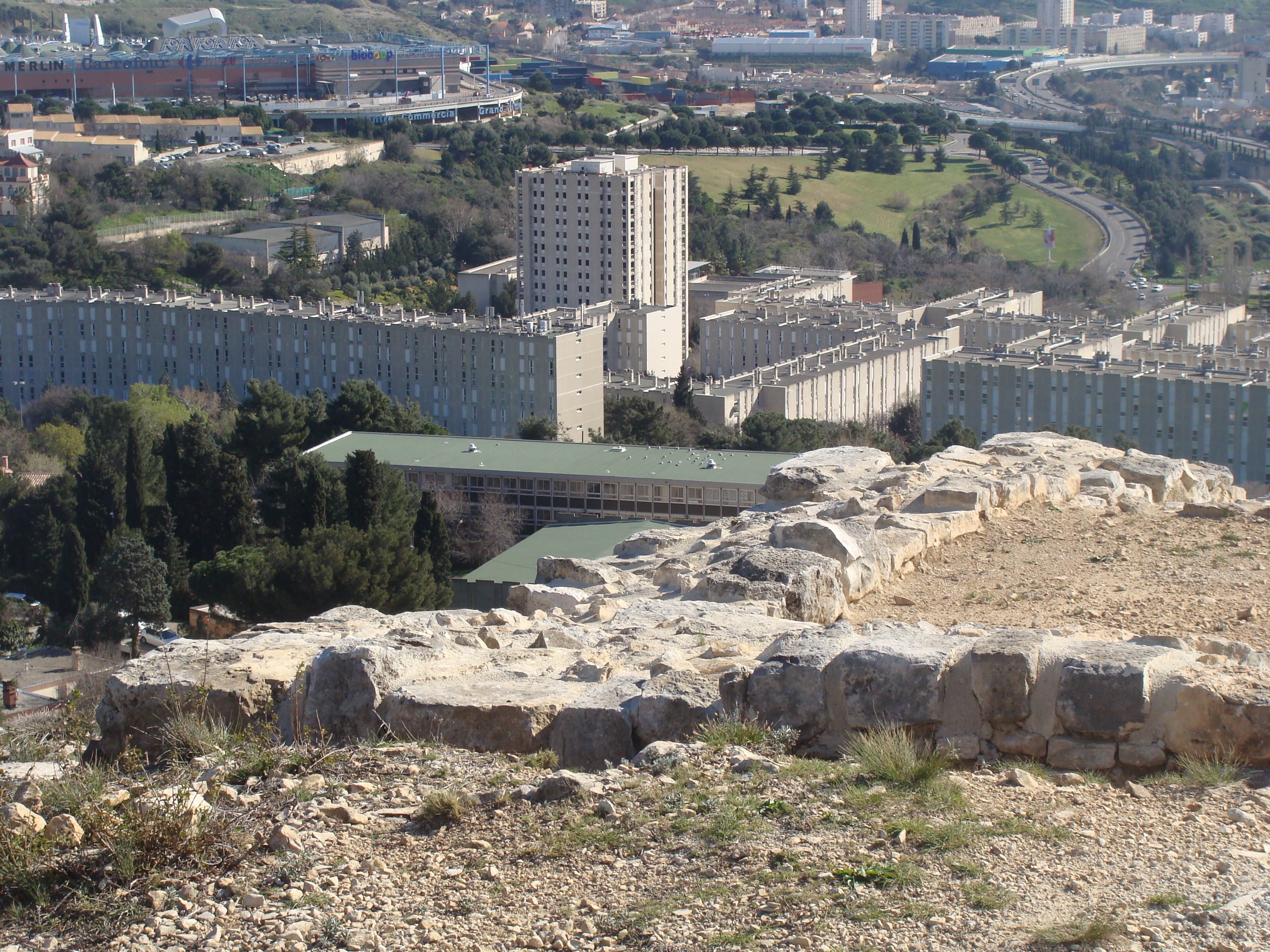
Oppidum de Verduron et cité de La Castellane en fond.

Si les quartiers nord de Marseille attirent l'attention médiatique du pays, c'est souvent pour les dizaines de morts par an des règlements de comptes entre divers gangs se disputant le contrôle du marché noir. Nombreux sont les points de trafics de produits stupéfiants au sein des cités, comme à La Castellane où jusqu'à quatre réseaux se sont disputé le quartier. Les tirs à la kalachnikov servent à éliminer un rival potentiel ou à intimider, en visant parfois les plus petites mains du trafic. Dans ces quartiers parmi les plus pauvres de France, le trafic de stupéfiants représente un espoir d'ascension sociale facile et rapide, où l'on peut commencer guetteur dès l'adolescence pour gagner environ une centaine d'euros par jour, sans avoir à quitter le cadre familier de la cité dont beaucoup ne sortent que rarement.
Immergé durant dix ans dans les quartiers pauvres de la ville, le journaliste Philippe Pujol décrit toutefois des réseaux tenus par un petit nombre de grands criminels, les seuls pouvant espérer réellement s'enrichir, quand la vaste majorité restera dans les bas échelons du trafic. Ne disposant pas de réseau de blanchiment, les guetteurs (« chouf »), vendeurs au détail (« charbonneur ») ou nourrices (cachant les produits chez eux, parfois contre leur gré) dépensent rapidement leurs billets, dans leur propre consommation de cannabis, de produits de luxe ou de vêtements de marque par exemple. Et alors que leur place dans le réseau est très précaire, certains en sont réduits à travailler gratuitement après avoir été artificiellement endettés par leur chef et terrorisés par la crainte de représailles, tabassage, torture ou exécution.

« Il y a quelques réglements de compte de cela, la mère du dernier gamin tué a, comme le veut la tradition, ouvert la porte de son appartement miteux, où qui le souhaite entre pour l'accompagner dans son deuil. “Et puis est arrivé celui que je sais être le meurtrier de mon fils, il est venu vers moi, il m'a serré contre lui, il m'a serré très fort dans ses bras, comme un parent, comme un frère, et j'ai senti son arme contre moi, contre mon ventre”. (...) Le meurtre de son ainé n'a pas encore été élucidé  et elle a deux autres fils. Le silence protège. »

— Philippe Pujol, Quartiers Shit, 2013.

## Tendances politiques

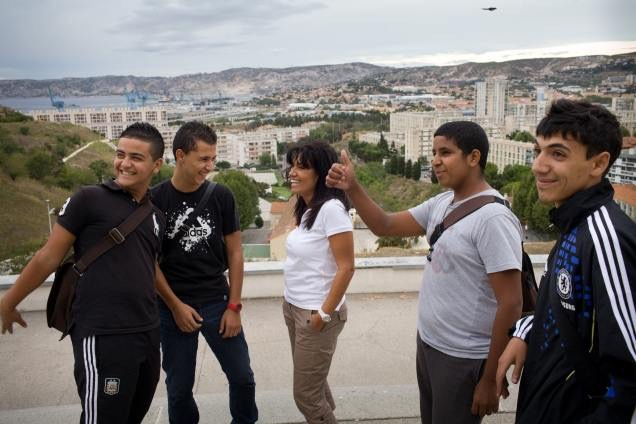
Samia Ghali avec de jeunes habitants de La Viste.

La gauche et l'extrême droite sont les deux tendances politiques surreprésentées au sein des quartiers nord de Marseille par rapport à l'échelle nationale. Il s'agit de deux électorats bien distincts, une étude de la Fondation Jean-Jaurès démontrant que si les cités de grands ensembles votent massivement à gauche ou s'abstiennent, leurs voisins des zones pavillonnaires et anciens villages se prononcent souvent pour le Rassemblement national (RN). Les votes en faveur de ce dernier sont particulièrement concentrés dans le nord des 13e, 14e et 15e arrondissement, où il rassemble plus de 40 % des voix lors des élections municipales de 2020. Selon la fondation, ces électeurs perçoivent négativement les cités en raison de l'insécurité et la mauvaise réputation que les trafics de drogues ont apporté au nord de Marseille, sans laquelle la valeur de leur bien immobilier serait plus élevée, tandis que les populations d'origines immigrées y habitant auraient donné corps à la représentation du « grand remplacement ».
Le nord de Marseille joue un rôle mineur dans la reconquête de la ville par la gauche lors des municipales de 2020, les rapports de force politique ayant peu évolué dans ce secteur de la ville. C'est en effet le basculement du centre-ville à gauche qui permet à la liste du Printemps marseillais de prendre la tête, tandis que les cités nord ont souvent voté en faveur de la liste de Samia Ghali.
| Élection                          | Mélenchon | Le Pen  | Macron  | Abstention |
| --------------------------------- | --------- | ------- | ------- | ---------- |
| Présidentielle de 2022 (2e tour)  | -         | 44,83 % | 55,17 % | 42,29 %    |
| Présidentielle de 2022 (1er tour) | 41,19 %   | 24,12 % | 16,48 % | 37,45 %    |
| Présidentielle de 2017 (2e tour)  | -         | 39,56 % | 60,44 % | 34,57 %    |
| Présidentielle de 2017 (1er tour) | 31,52 %   | 28,97 % | 17,56 % | 31,06 %    |

À l'Assemblée nationale, les quartiers nord de Marseille sont représentés par deux députés, issus de la troisième et septième circonscription des Bouches-du-Rhône. Si la dernière est un bastion de la gauche, détenue par Sébastien Delogu depuis 2022, la seconde a été remportée par le Rassemblement national la même année, par ailleurs ancien bastion de Stéphane Ravier, d'où il a été maire du septième secteur de Marseille.
| Élection                        | Nupes/NFP | RN      | ENS     | REC     | Abstention |
| ------------------------------- | --------- | ------- | ------- | ------- | ---------- |
| Législatives de 2024 (1er tour) | 46,03 %   | 35,92 % | 10,49 % | 1,73 %  | 42,85 %    |
| Législatives de 2022 (1er tour) | 31,76 %   | 24,48 % | 19,46 % | 11,13 % | 67,24 %    |

## Statistiques
| Arrondissement     | Population (2019) | Superficie (ha)  | Population en QPV (2018) | Foyers imposables | Non-diplômés | Chômage (2008) | Étrangers (2006) |
| ------------------ | ----------------- | ---------------- | ------------------------ | ----------------- | ------------ | -------------- | ---------------- |
| 13e arrondissement | 91 358            | 2 808,1          | 28 107                   | 44,52 %           | 30,15 %      | 19,35 %        | 6,51 %           |
| 14e arrondissement | 61 702            | 1 639,3          | 34 695                   | 35,24 %           | 40,81 %      | 25,30 %        | 12,12 %          |
| 15e arrondissement | 77 243            | 1 690            | 48 819                   | 31,93 %           | 40,37 %      | 26,80 %        | 12,55 %          |
| 16e arrondissement | 16 002            | 1 630            | 5 069                    | 40,79 %           | 38,99 %      | 19,30 %        | 5,13 %           |
| Ville de Marseille | 870 731           | 23 651,3         | 237 046                  | 40,06 %           | 25,27 %      | 17,49 %        | 7,57 %           |
| Quartiers nord     | 246 305 (28,3 %)  | 7 767,4 (32,8 %) | 116 690 (49,2 %)         |                   |              |                |                  |